# Xanthomelanodes brasiliensis
Xanthomelanodes brasiliensis là một loài ruồi trong họ Tachinidae.